# Unione Geografica Internazionale
L'Unione Geografica Internazionale (in inglese International Geographical Union, in francese Union Géographique Internationale) è una società geografica internazionale. Il primo Congresso geografico internazionale si tenne ad Anversa nel 1871. Incontri successivi determinarono l'istituzione di un organismo permanente con sede a Bruxelles, in Belgio, nel 1922. L'Unione ha 34 commissioni e 4 task force. Le commissioni si occupano di ambiti specifici che variano dalla geografia applicata alla geografia marina, dall'analisi del paesaggio alla sostenibilità idrica. L'archivio dell'organizzazione dal 2002 si trova a Villa Celimontana a Roma.
L'Unione Geografica Internazionale fa parte dell'International Council for Science e del Consiglio Internazionale delle Scienze Sociali, che riconosce come organismi coordinatori per le società scientifiche internazionali.

## Obiettivi
L'Unione Geografica Internazionale ha sette obiettivi:
1. promuovere lo studio dei problemi geografici;
2. dare avvio e coordinare la ricerca geografica che richiede cooperazione internazionale e promuovere il dibattito scientifico e la pubblicazione;
3. provvedere alle partecipazione dei geografi all'attività delle organizzazioni internazionali interessate;
4. agevolare la raccolta e la diffusione di dati e documentazione geografici in e fra tutti i paesi membri;
5. promuovere il Congresso geografico internazionale, conferenze regionali e simposi specializzati relativi agli obiettivi dell'Unione;
6. partecipare in ogni altra forma appropriata alla cooperazione internazionale che abbia per oggetto l'avanzamento dello studio e dell'applicazione della geografia;
7. promuovere la standardizzazione internazionale o la compatibilità di metodi, della nomenclatura e dei simboli usati in geografia.

## Presidenti
- 1922–24 Principe Roland Bonaparte, Francia
- 1924–28 Generale Nicola Vacchelli, Italia
- 1928–31 Generale Robert Bourgeois, Francia
- 1931–34 Isaiah Bowman, Stati Uniti d'America
- 1934–38 Sir Charles Close, Regno Unito
- 1938–49 Emmanuel de Martonne, Francia
- 1949–52 George B. Cressey, Stati Uniti d'America
- 1952–56 Laurence Dudley Stamp, Regno Unito
- 1956–60 Hans Wilhelmsson Ahlmann, Svezia
- 1960–64 Carl Troll, Germania
- 1964–68 Shiba P. Chatterjee, India
- 1968–72 Stanisław Leszczycki, Polonia
- 1972–76 Jean Dresch, Francia
- 1976–80 Michael John Wise, Regno Unito
- 1980–84 Akin Mabogunje, Nigeria
- 1984–88 Peter Scott, Australia
- 1988–92 Roland J. Fuchs, Stati Uniti d'America
- 1992–96 Herman Th. Verstappen, Paesi Bassi
- 1996–2000 Bruno Messerli, Svizzera
- 2000–2004 Anne Buttimer, Irlanda
- 2004–2006 Adalberto Vallega, Italia
- 2006–2008 José Palacio-Prieto, Messico, facente funzione
- 2008–2012 Ronald Francis Abler, Stati Uniti d'America
- 2012–2016 Vladimir Aleksandrovič Kolosov, Russia
- 2016–oggi Yukio Himiyama, Giappone

## Segretari generali e tesorieri
- 1922–28 Sir Charles Close, Regno Unito
- 1928–31 Filippo de Filippi, Italia
- 1931–38 Emmanuel de Martonne, Francia
- 1938–49 Paul Michotte e Marguerite-Alice Lefèvre, Belgio
- 1949–56 George H. T. Kimble, Canada
- 1956–68 Hans Boesch, Svizzera
- 1968–76 Chauncy Harris, Stati Uniti d'America
- 1976–84 Walther Manshard, Germania
- 1984–92 Leszek A. Kosiński, Canada
- 1992–2000 Eckart Ehlers, Germania
- 2000–2008 Ronald Francis Abler, Stati Uniti d'America
- 2008–2010 Yu Woo-ik, Corea del Sud
- 2010–oggi Michael Meadows, Sudafrica